# Fettpresse

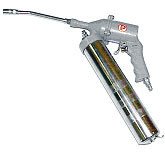
Druckluft-Fettpresse

Eine Fettpresse ist ein Werkzeug, mit dem, meist über einen Schmiernippel, ein pastöser Schmierstoff (Schmierfett) an eine Schmierstelle, z. B. eine Lagerstelle gedrückt wird. Vom Prinzip her handelt es sich um eine Pumpe. In der Bauform unterscheidet man Hebel- und Stoßfettpressen mit manueller Betätigung sowie Druckluft- oder elektrisch betätigte Pressen.